# Legión Naval Croata
La Legión Naval Croata (en croata: Hrvatska pomorska legija, en alemán: Kroatische Marinelegion) fue un contingente de voluntarios del Estado Independiente de Croacia que sirvió con la armada de la Alemania nazi, la Kriegsmarine, en el Mar Negro y el Mar Adriático durante la Segunda Guerra Mundial.

## Historia

### Formación
La legión se formó en julio de 1941, tras la invasión alemana de la Unión Soviética el 22 de junio. Inicialmente estaba compuesto por unos 350 oficiales y clasificaciones en uniforme alemán, pero esto finalmente aumentó a 900-1,000. Su primer comandante fue Andro Vrkljan, quien fue comisionado como Fregattenkapitän (capitán de fragata) en la marina alemana.  Vrkljan fue luego reemplazado por el capitán Stjepan Rumenović. El propósito de los croatas al publicar un contingente naval en el Mar Negro era evadir la prohibición de una armada adriática impuesta por el Tratado de Roma (18 de mayo de 1941) con Italia. Esta prohibición efectivamente limitó a la Armada Croata (RMNDH) a una flotilla fluvial.

### Operaciones
La Legión Naval Croata llegó a Varna en Bulgaria el 17 de julio de 1941. Se entrenó en buscaminas y submarinos. El 39 de septiembre se trasladó a Geniscek en Ucrania, donde se activó como la 23ª Flotilla de Buscaminas (23. Minensuchflottille). La unidad no tenía ningún barco a su llegada al Mar de Azov . Se las arregló para buscar 47 barcos pesqueros dañados o abandonados, en su mayoría veleros, y tripularlos con marineros locales rusos y ucranianos contratados, muchos de ellos desertores de la Armada Roja Soviética. Durante el invierno de 1941-1942, los legionarios cavaron trincheras y lucharon como infantería en defensa de la ciudad. Solo se embarcaron en abril de 1942.
La legión patrullaba un sector costero del mar de Azov. El 24 de septiembre de 1942, el Poglavnik Ante Pavelić visitó la sede naval, donde llegó a un acuerdo con las autoridades alemanas para entrenar y equipar una flotilla de cazadores submarinos (Unterseebootsjagdflottille). A finales de 1942, la legión regresó a Croacia para recuperarse, y en el año nuevo regresó a Varna. En 1943, la legión se expandió con una sola batería de artillería costera.

### Fin
Con la capitulación de Italia en septiembre de 1943, ya no había impedimento para una armada croata en el mar Adriático. La Legión Naval Croata regresó a Zagreb el 21 de mayo de 1944. Luego fue enviada a Trieste, donde operaba como una flotilla Schnellboot bajo la 11.ª División de Seguridad (11. División de Sicherung). Se disolvió en diciembre de 1944 para evitar deserciones, y sus tripulaciones se incorporaron al RMNDH.